# Котака
Котака (яп. 小鷹, «маленький ястреб») — японский миноносец I-го ранга (торпедная канонерская лодка), один из предшественников нового класса кораблей — эсминцев. Строился по японскому техническому заданию в Англии фирмой Ярроу в 1885—1886 гг. Затем перевезён в разобранном виде в Японию и собран в 1886-1888 гг. в Йокосука.
Корабль был построен в соответствии с новой концепцией бронированного миноносца. Палуба и борта «Котака» в районе механизмов защищались 1-дюймовой (25,4 мм) бронёй. Носовая оконечность имела таранную форму и была соответствующим образом укреплена, однако при волнении на море сильно зарывалась в воду. Предполагалось, что «Котака» станет головным в серии бронированных миноносцев, однако от постройки остальных отказались как по финансовым соображениям, так и из-за признания неудачной самой концепции, поэтому он остался в единственном числе.

## ТТХ
Впервые на нем была использована двухвинтовая энергетическая установка, которая состояла из паровых машин "компаунд" и цилиндрических котлов,установленных поперек корпуса. Проектные мощность (1600 л.с.) и скорость (19,5 уз) достигнуты не были.
Запас топлива составлял 30 т угля.
Четыре 37-мм четырехствольных пушки располагались в носу, на корме и побортно в средней части. Чрезвычайно мощным было торпедное вооружение, включавшее два носовых неподвижных и два спаренных поворотных аппарата.

## Боевой путь
Корабль участвовал в японо-китайской войне 1894—1895 гг. При нападении на Вей-Хай-Вей в ночь на 5 февраля 1895 г. «Котака» возглавил повторную атаку (первая атака миноносцев 4-го февраля оказалась неудачной). Его торпеды поразили китайский крейсер «Лай Юань», который быстро затонул.
К началу Русско-японской войны миноносец уже не числился в первой линии. В 1908 году был выведен из боевого состава. После исключения корабль до апреля 1916-го состоял в резерве. Затем его механизмы прошли модернизацию, и с февраля 1917 по октябрь 1926 он служил в роли вспомогательного судна под названием «Котака Мару». 27 января 1927 года, после сорокалетней службы, был передан на слом.